# 淡褐唧霸鹟
，是雀形目霸鹟科的一种鸟类，属于单型的淡褐唧霸鹟属（学名：Ochthornis）。

## 特征
淡褐唧霸鹟体重约13.4克，翼长约70.2毫米，喙宽度约4.6毫米，喙厚度约3.2毫米，嘴峰长约14.5毫米，跗蹠长约17.2毫米，尾长约54.6毫米。
淡褐唧霸鹟是留鸟，栖息在河流、溪流环境，它们是食肉动物，主要以昆虫、蜘蛛等陆生无脊椎动物为食。它们分布在圭亚那南部至委内瑞拉南部、玻利维亚北部和巴西亚马逊地区。